# 安托尼夫卡 (塔利諾耶區)
48°58′33″N 30°42′24″E / 48.97583°N 30.70667°E
安東尼夫卡（烏克蘭語：Антонівка）是位於烏克蘭中部的村莊，由切爾卡瑟州裡茲韋尼霍羅德卡區的塔利內市鎮負責管轄。該村始建於1659年，面積1.68平方公里，海拔高度176米，2008年人口322，人口密度每平方公里191.7人。